# دالبی، کوئینزلند
دالبی (به انگلیسی: Dalby) یک شهرک در استرالیا است که در Western Downs Region واقع شده‌است.